# 心脏线

心脏线

一个圆滚动产生的心脏线

使用圆和切线生成一个心脏线

心脏线，又稱心形綫，是有一个尖点的外摆线。也就是说，一个圆沿着另一个半径相同的圆滚动时，圆上一点的轨迹就是心脏线。
曼德博集合中间的图形是心脏线。

## 方程
在笛卡儿坐标系中，心脏线的参数方程为：
{\displaystyle x(t)=2r\cos t\left(1-\cos t\right)=2r\left(\cos t-{1 \over 2}\left(1+\cos 2t\right)\right),}
{\displaystyle y(t)=2r\sin t\left(1-\cos t\right)=2r\left(\sin t-{1 \over 2}\sin 2t\right)}
其中r是圆的半径。曲线的尖点位于（r，0）。
在极坐标系中的方程为： 
{\displaystyle \rho (\theta )=2r(1-\cos \theta ).\ }

## 图像
这是四个朝着不同方向的心脏线。

## 面积
方程为
{\displaystyle \rho (\theta )=a(1-\cos \theta )}
的心脏线的面积为：
{\displaystyle A={3 \over 2}\pi a^{2}}，证明如下：
首先，因为函数图像关于{\displaystyle x}轴对称，所以只要求出当{\displaystyle y\geq 0}时的面积再乘以2即可。
然后，易知当{\displaystyle \theta =0,\pi }的时候{\displaystyle \rho =0}，因此
{\displaystyle A=2\int _{0}^{\pi }{\frac {1}{2}}(a(1-\cos \theta ))^{2}d\theta =a^{2}(\theta -2\sin \theta +{\frac {\theta }{2}}+{\frac {\sin 2\theta }{4}})\mid _{0}^{\pi }={\frac {3a^{2}\pi }{2}}}